# Adanaclava
Adanaclava é um gênero de gastrópodes pertencente a família Clathurellidae.

## Espécies
- Adanaclava adana Bartsch, 1950: sinônimo de Crassispira adana (Bartsch, 1950)